# Postamt Bremen 5

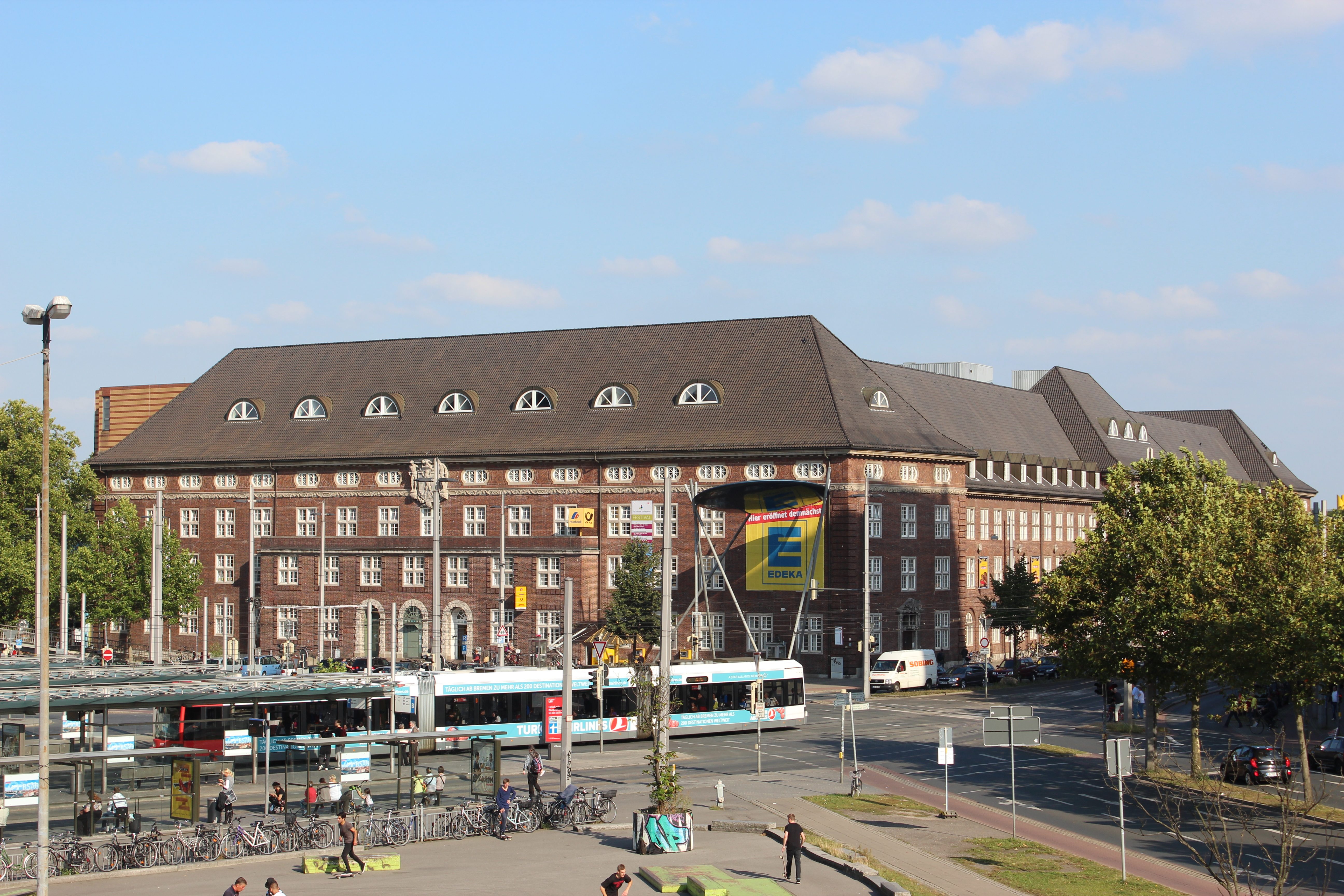
Ehemaliges Postamt 5, Blick aus südwestlicher Richtung, von der Hochstraße Breitenweg, 2012

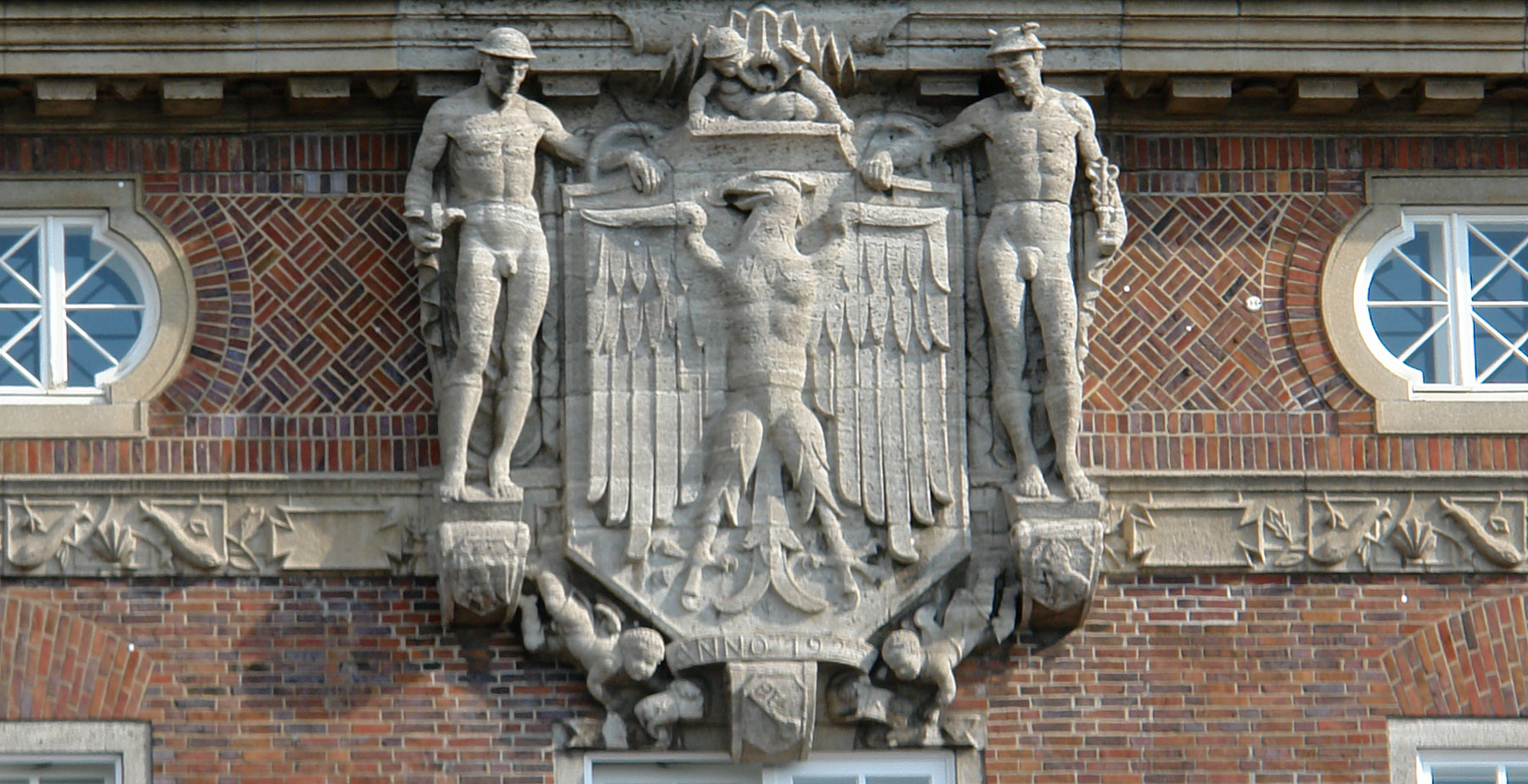
Wappen mit Schildträgern von Richard Kuöhl

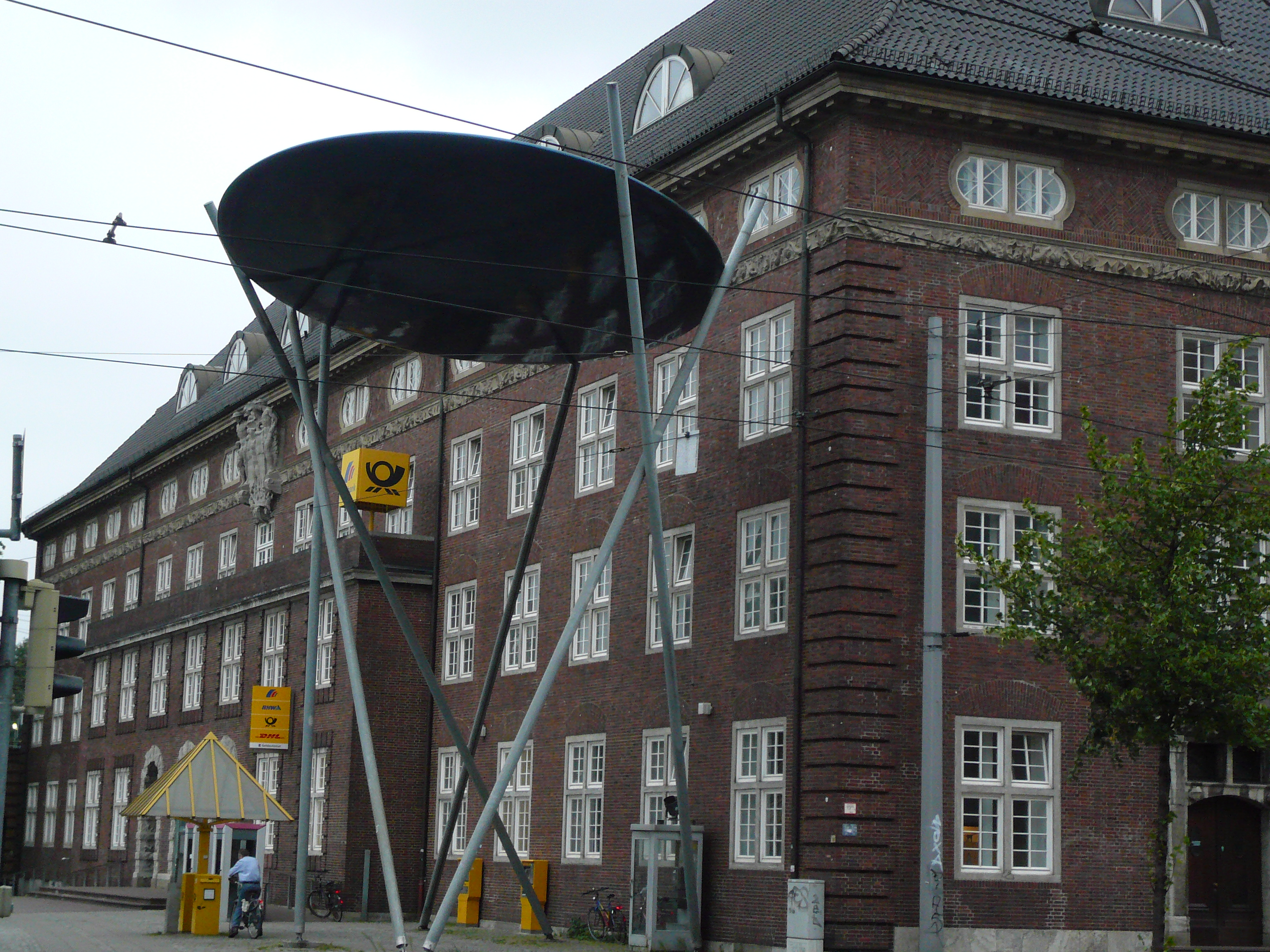
Skulptur Aufgehender Mond vor der Westfassade

Das Postamt Bremen 5, auch Hauptpostamt 5 genannt, war das Zentralgebäude der Oberpostdirektion Hannover in der Nähe des Hauptbahnhofes in Bremen und lange Jahre eines der größten Gebäude der Hansestadt. Ab 1996 standen große Teile des Hauses lange Zeit leer und wurden nur teilweise genutzt.
Das Gebäude steht seit 1993 unter Bremer Denkmalschutz.

## Bau
Der Kaufvertrag für das Baugrundstück unmittelbar am Bahnhof wurde am 8. Juli 1915 unterzeichnet. Danach geriet der Zeitplan aber auf Grund des Ersten Weltkrieges in Verzug. 1922 wurde ein Architekturwettbewerb durchgeführt, aus dem der Architekt Carl Rotermund als Sieger hervorging. Realisiert wurde dann ab 1923 der zweitplatzierte Entwurf des Bremer Architekten Rudolf Jacobs. Für den Entwurf des Wappens mit den Schildträgern über dem Eingangs-Vorbau wurde der seinerzeit berühmte Bauplastiker Richard Kuöhl gewonnen. Der Bau dauerte drei Jahre und war 1926 abgeschlossen. In den späten 1980er Jahren wurde das Gebäude komplett entkernt und die Fassade neu hinterbaut. Für den Anschluss an die Bahn wurde eine neue Halle hinter dem denkmalgeschützten Gebäudeteil errichtet.

## Geschichte
Das Postamt Bremen 5 war das Zentralgebäude der Oberpostdirektion Hannover in Bremen. Es befand sich 70 Jahre lang im Besitz der Reichspost, dann der Deutschen Bundespost und nach der Wiedervereinigung der Deutschen Post. Von 1939 (mit Unterbrechung) bis 1945 war hier die zentrale Feldpoststelle. Es wurde 1944 zentrale Briefsammelstelle und Briefleitstelle der Post. Es war auch nach dem Krieg unter anderem Briefzentrum, Lager und Postfiliale. Die Bezeichnung Hauptpostamt 5 war lange Zeit deshalb üblich. Wegen der Nähe zum Hauptbahnhof wurde in den 1990er Jahren auch ein Paketzentrum mit Gleisanschluss geplant und gebaut. Im Zuge der Privatisierung und Rationalisierung der Post wurde dieser Standort jedoch aufgegeben.
Das Postunternehmen zog sich 1996 zunächst aus dem Gebäude zurück. Nach vierjährigem Leerstand übernahm im Juni des Jahres 2000 die Deinböck Capital-Management AG aus München das ehemalige Postamt 5. Ein Jahr später eröffnete die Post dort wieder eine Filiale. Seitdem bieten die Deutsche Post AG und die Postbank dort ihre Dienstleistungen für die Kunden an.
Es gab zahlreiche Planungen bezüglich der Zukunft des Gebäudes. Ein Abriss kam nicht in Frage, da die Fassade denkmalgeschützt ist. Kurz nach dem Verkauf war angedacht worden, es in ein Einkaufs- und Dienstleistungszentrum umzuwandeln, außerdem war es als Zentrale eines Internet-Betreibers im Gespräch. 2012 wurde im Erdgeschoss ein Supermarkt eröffnet.
Zurzeit wird das Haus außerdem von einem Fotostudio für Werbung (seit 2005), einem Dekorationsbetrieb mit Ladenlokal, einem Hostel, mehreren Tanzstudios, einem Architektenbüro, einem Fitnesscenter, einer Ausbildungsstätte für Gastronomie incl. Restaurant sowie weiteren Gewerbetreibende genutzt.

### Weitere Nutzungen
Ende der 1990er-Jahre fanden einige Ausstellungen im ehemaligen Postamt 5 statt, zum Beispiel:
- September 1998 bis  Dezember 1998: Insekten – Die heimlichen Herrscher
- März 1999 bis Juni 1999: 4 Millionen Jahre Mensch
- Februar 2010 bis  Mai 2010 Körperwelten – Eine Herzenssache

Pläne von 2006/2007, dass hier ein evangelisches Gymnasium einziehen solle, wurden nicht realisiert.
Viele leere Räume dienten bis Mai 2007 für circa 48 Musikgruppen als Proberäume. Ab Mai 2007 wurden Teile des Hauses von der evangelischen Kirche als Büro genutzt, um den Deutschen Evangelischen Kirchentag, der 2009 in Bremen stattfand, zu planen.
Ab November 2010 befand sich die Dienststelle der Senatorin für Arbeit, Frauen, Gesundheit, Jugend und Soziales mit ihrer Geschäftsstelle wegen einer Baumaßnahme vorübergehend im Gebäude, und auch von anderen Bremer Behörden wurden Räume angemietet.
2011 erhielt die Landesarchäologie Bremen hier ihren neuen Standort.
In der angeschlossenen, erst Ende der 1980er-Jahre gebauten und schon 1996 stillgelegten Gleishalle ist der Bau von 300 Appartements für Studenten geplant.